# Vasile Domcea
Vasile Domcea (n. 1860, Buteni – d. 1935, Buteni) a fost un deputat în Marea Adunare Națională de la Alba Iulia, organismul legislativ reprezentativ al „tuturor românilor din Transilvania, Banat și Țara Ungurească”, cel care a adoptat hotărârea privind Unirea Transilvaniei cu România, la 1 decembrie 1918.:p. 77

## Biografie
Vasile Domcea s-a născut în comuna Buteni din județul Arad și a studiat șase clase primare. A fost membru al P.N.R, fiind considerat de către membrii comunității unul dintre „oamenii de încredere” ai comunei. Acesta a decedat în comuna în care a crescut, în anul 1935.:p. 16

## Activitatea politică

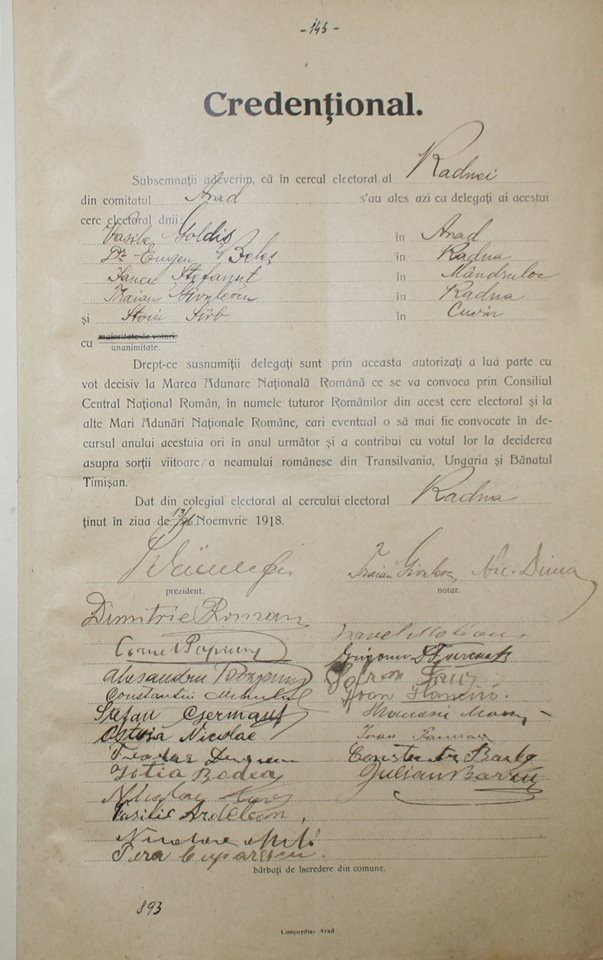
Credențional

Ca deputat în Adunarea Națională din 1 decembrie 1918 a reprezentat, ca delegat de drept, cercul electoral Iosășel. Din 1926 a devenit membru al P.N.Ț.:p. 77:p. 16